# Боје, метали и крзна у хералдици
У хералдици се користе боје, метали и крзна како би се блазонирали грбови.
Има седам основних у хералдици, које укључују пет боја (тамне тинктуре) и два метала (светле тинктуре).

## Боје
У хералдици су основне боје црвена, плава, црна, лила и зелена.
У пољској хералдици, најзаступљенија је црвена боја на штиту. У 16. веку, скоро половина грбова пољског племства је имало црвену боју штита са један или више сребрних мотива.
Временом су се у хералдици нашле и неке друге боје. Од тих боја, три боје се данас неретко користе: murrey, крваво црвена (енгл. sanguine) и браон боја (енгл. tenne). Од земље до земље, временом се у хералдичкој пракси појављују нове, различите хералдичке боје.
Мотиви се на грбу могу наћи и у својој стварној боји. Стварна боја се сматра тинктуром различитом од осталих хералдичких тинктура.
Неки не подржавају често убацивање стварних боја у хералдику, посебно када се ради о пејзажима, јер то није у складу са духом хералдике где је све тачно, прецизно и недвосмислено.

## Метали
У хералдици се углавном користе злато и сребро као боје.
У неким случајевима, иако доста ретким, бела боја може бити хералдичка боја другачија од сребрне. Мада, бела боја ће пре бити употребљена као стварна боја него као врста хералдичке боје у блазонирању.

## Крзна
У хералдици се најчешће користе хермелиново и веверичије крзно.

## Црно-бели приказ
Пошто се неретко грбови приказују у црно-белој варијанти, хералдичка пракса је развила и тачан графички приказ тј. шрафуру за сваку од боја.
Плава боја се приказује низом водоравних линија,
црвена низом усправних линија,
црна низом водоравних и усправних линија које се укрштају,
пурпурна низом косих линија које иду одозго-десно надоле-лево под углом од 45 степени,
зелена низом косих линија које иду одозго-лево надоле-десно под углом од 45 степени,
златна тачкастим пољем, и сребрна тако што се поље оставља празно.
| Француски | Српски   | Енглески | Немачки |
| Боје      | Боје     | Боје     | Боје    |
| --------- | -------- | -------- | ------- |
| azur      | плава    | azure    | blau    |
| gueules   | црвена   | gules    | rot     |
| pourpre   | пурпурна | purpure  | purpur  |
| sable     | црна     | sable    | schwarz |
| sinople   | зелена   | vert     | grün    |
| Метали    |          |          |         |
| or        | златна   | or       | gold    |
| argent    | сребрна  | argent   | silber  |